# Mas de Puig
El Mas de Puig és una masia de Reus (Baix Camp) situada a la partida de Quart, al camí de la Bassa de les Cabres. Té al nord el camp d'Aviació, toca al terme de Constantí per l'est, a ponent hi ha la riera de la Boella i al sud toca a la bassa de les Cabres.
El mas és una construcció racional força gran, fruit d'un projecte d'explotació agrícola de la zona. Té diversos cossos, uns de tres plantes i altres de dues. La coberta és plana. A la construcció principal del mas s'hi afegeixen diferents construccions d'una planta que acaben conformant un pati interior de treball i, en definitiva, un conjunt de creixement compacte amb planta quadrada. També hi ha una nau, aïllada, al costat d'aquest conjunt tant tancat.
L'estat actual del mas és bo. Hi ha moltes construccions modernes, i probablement queden pocs elements originals.